# Конча (хліб)
Кóнча або ко́нчас (ісп. Concha — «мушля», у множині: ісп. conchas) — традиційна мексиканська солодка випічка. Конча отримала свою назву від своєї круглої форми та смугастого, схожого на мушлі зовнішнього вигляду. Конча складається з двох частин, підсолодженого хлібного ролу і хрусткої присипки (з цукру, масла і борошна).
Їх особливий контурний малюнок робиться натисканням на хліб штампа над присипками, поки тісто викладається. Хоча рулет і начинка зазвичай мають однаковий аромат, верхній шар може мати різні ароматизатори або бути іншого кольору (полуниця, кава, шоколад тощо). Кончі популярні в пекарнях Мексики та по всій території США. Їх зазвичай їдять з кавою під час сніданку або як післяобідній перекус на мерієнді.
Кончі стали популярними завдяки увазі з боку шеф-кухарів; деякі додали начинку, а деякі гострі спеції. Кончі набули такої популярності, що «Бургер-конча» здобув перемогу в проекті Blended Burger Foundation James Bard в 2016 році.